# Mario Volpe
Mario Volpe (Napoli, 18 marzo 1894 – Napoli, 1968) è stato un attore, regista e sceneggiatore italiano.

## Biografia
Studente di ingegneria, si iscrisse all'Accademia di Belle Arti, dove fece pittura e scultura. Nel 1912 si avvicinò al cinema, e interpretò dei film in ruoli da comparsa.
Nel 1914 interpretò il suo primo film da protagonista, Le avventure di un giornalista, prodotto dalla Napoli Film, casa dove lavorò fino al 1918 come aiuto-regista. Nel 1920 passò alla Montalbano Film di Firenze dove iniziò a fare il regista e diresse cinque pellicole, tra cui Il signorino, Non uccidere! e Il mistero dell'asso di picche, che aveva come protagonista Diana Mac-Gill.
Abbandonò il cinema per dedicarsi all'insegnamento e fondò una scuola di recitazione con Valentino Soldani, che ebbe vita breve. Nel 1927 infatti Volpe fu tratto in arresto assieme a Giovanni Montalbano con l'accusa di aver truffato alcuni giovani aspiranti attori, ai quali veniva chiesto denaro con il miraggio del successo nel cinema.
Riprese l'attività cinematografica negli anni trenta e lo fece a Parigi per conto della Behna Films, casa di produzione cinematografica egiziana. Qui diresse il primo film sonoro del cinema egiziano dal titolo Enshaudat el Fouadad del 1931. Successivamente si trasferì in Egitto dove diresse altre quattro pellicole fino al 1937.
Ritornò in Italia, ma solo nel dopoguerra riuscì a dirigere delle pellicole, come Le due sorelle del 1950. In seguito diresse altre due pellicole che ebbero però scarsa rilevanza.

## Filmografia parziale

### Attore
- Le avventure di un giornalista, regia di Aldo Molinari (1914)
- Più che la vita è l'amore..., regia di Alberto Carlo Lolli (1914)

### Regista
- Il signorino (1920)
- Non uccidere! (1920)
- Il mistero dell'asso di picche (1921)
- Il professor Gatti e i suoi gattini (1921)
- La storia di una sigaretta (1921)
- Non tutta io morrò! (1921[2] o 1922)
- Francesca da Rimini (1922, co-diretto con Carlo Dalbani)
- Il grido dell'aquila (1923)
- Amalia Catena (1925)
- Luna nova (1925)
- Fenesta ca lucive (1926, co-diretto con Armando Fizzarotti)
- Tra i sorrisi di Napoli (1926)
- Enshaudat el Fouadad / Inshudat el fuad(1931/1932)
- El-ittihâm (1934)
- Malekat Almasareh (1936)
- El ghandoura (1936)
- Layla bint el sahara (1937)
- El hub el morestani (1937)
- Leila el badawie (1944)
- Le due sorelle (1950)
- Papà ti ricordo (1952)
- I calunniatori (1956, co-diretto con Franco Cirino)

### Sceneggiatore
- Napoli piange e ride, regia di Flavio Calzavara (1954)
- La rossa, regia di Luigi Capuano (1955)